# Светско првенство у атлетици на отвореном 2005 — 20 километара ходање за жене
Дисциплина 20 километара ходање у женској конкуренцији на Светском првенству у атлетици 2005. у Хелсинкију одржана је 7. августа на улицама града са циљем на Олимпијском стадиону.

## Земље учеснице
Учествовале су 47 такмичарке из 29 земаља.
1. Азербејџан 1
2. Аустралија 2
3. Белорусија 3
4. Боливија 1
5. Гватемала 1
6. Грчка 2
7. Еквадор 1
8. Ирска 1
9. Италија 2
10. Јапан 2
11. Јужна Кореја 1
12. Казахстан 1
13. Кина 3
14. Летонија 1
15. Литванија 2
16. Мексико 1
17. Немачка 2
18. Перу 1
19. Португалија 3
20. Румунија 2
21. Русија 4
22. САД 1
23. Салвадор 1
24. Словачка 1
25. Украјина 1
26. Финска 1
27. Чешка 1
28. Шведска 1
29. Шпанија 3

## Рекорди
15. август 2009.
| Рекорди пре почетка Светског првенства 2005. | Рекорди пре почетка Светског првенства 2005. | Рекорди пре почетка Светског првенства 2005. | Рекорди пре почетка Светског првенства 2005. | Рекорди пре почетка Светског првенства 2005. | Рекорди пре почетка Светског првенства 2005. |
| -------------------------------------------- | -------------------------------------------- | -------------------------------------------- | -------------------------------------------- | -------------------------------------------- | -------------------------------------------- |
| Светски рекорд                               | Татјана Гудкова                              | Русија                                       | 1:25:18                                      | Москва, Русија                               | 19. мај 2000.                                |
| Рекорд светских првенстава                   | Јелена Николајева                            | Русија                                       | 1:26:52                                      | Париз, Француска                             | 24. август 2003.                             |
| Најбољи резултат сезоне                      | Ирина Пудовкина                              | Русија                                       | 1:26:28                                      | Адлер                                        | 12. март 2005.                               |
| Афрички рекорд                               | Susan Vermeulen                              | Јужна Африка                                 | 1:36:18                                      | Мезидан Кано, Француска                      | 2. мај 1999.                                 |
| Азијски рекорд                               | Ванг Јен                                     | Кина                                         | 1:26:22                                      | Гуангџоу, Кина                               | 19. новембар 2001.                           |
| Северноамерички рекорд                       | Грасиела Мендоза                             | Мексико                                      | 1:30:03                                      | Мезидан Кано, Француска                      | 2. мај 1999.                                 |
| Јужноамерички рекорд                         | Миријам Рамон                                | Еквадор                                      | 1:31:25                                      | Лима, Перу                                   | 7. мај 2005.                                 |
| Европски рекорд                              | Татјана Гудкова                              | Русија                                       | 1:25:18                                      | Москва, Русија                               | 19. мај 2000.                                |
| Океанијаки рекорд                            | Кери Саксби-Џана                             | Аустралија                                   | 1:29:36                                      | Намбург, Немачка                             | 30. април 2000.                              |
| Рекорди после Светског првенства 2005.       |                                              |                                              |                                              |                                              |                                              |
| Светски рекорд                               | Олимпијада Иванова                           | Русија                                       | 1:25:41                                      | Хелсинки, Финска                             | 7. август 2005.                              |
| Рекорд светских првенстава                   | Олимпијада Иванова                           | Русија                                       | 1:25:41                                      | Хелсинки, Финска                             | 7. август 2005.                              |
| Европски рекорд                              | Олимпијада Иванова                           | Русија                                       | 1:25:41                                      | Хелсинки, Финска                             | 7. август 2005.                              |

### Најбољи резултати у 2005. години
Десет најбржих атлетичарки 2005. године  у брзом ходању на 20 км пре почетка такмичења на Светском првенству (7. августа 2005) заузимало следећи пласман.
| 1.  | Ирина Пудовкина   | Русија     | 1:26:28   | 12. март    |
| 2.  | Ђинг Ђанг         | Кина       | 1:27:19   | 25. фебруар |
| 3.  | Рита Турова       | Белорусија | 1:27:19   | 2. април    |
| 4.  | Ванг Липинг       | Кина       | 1:27:24   | 25. фебруар |
| 5.  | Татјана Козлова   | Русија     | 1:27:30   | 12. март    |
| 6.  | Ирина Станкина    | Русија     | 1:27:56   | 12. фебруар |
| 7.  | Јавеј Јанг        | Кина       | 1:27:58   | 23. април   |
| 8.  | Ћујен Ђанг        | Кина       | '1:28:01  | 23. април   |
| 9.  | Јулија Војеводина | Русија     | 1:28:02 ' | 12. март    |
| 10. | Јингхуа Танг      | Кина       | 1:28:07   | 23. април   |

Такмичарке чија су имена подебљана учествовале су на СП 2015.

## Освајачи медаља
|                           |                        |                          |
| Олимпијада Иванова Русија | Рита Турова Белорусија | Сусан Феитор Португалија |

## Сатница
| Датум          | Време | Коло   |
| -------------- | ----- | ------ |
| 7. август 2005 | 11:35 | Финале |

## Резултати

### Финале
| Пласман | Атлетичарка             | Држава       | Време            | Белешке          |
| ------- | ----------------------- | ------------ | ---------------- | ---------------- |
|         | Олимпијада Иванова      | Русија       | 1:25:41          | СР               |
|         | Рита Турова             | Белорусија   | 1:27:05          | НР               |
|         | Сусана Феитор           | Португалија  | 1:28:44          | ЛРС              |
| 4       | Марија Васко            | Шпанија      | 1:28:51          | ЛРС              |
| 5       | Барбора Дибелкова       | Чешка        | 1:29:05          | НР               |
| 6       | Атина Папајани          | Грчка        | 1:29:21          | ЛРС              |
| 7       | Елиза Ригаудо           | Италија      | 1:29:52          |                  |
| 8       | Claudia Stef            | Румунија     | 1:30:07          |                  |
| 9       | Hongjuan Song           | Кина         | 1:30:32          |                  |
| 10      | Јулија Војеводина       | Русија       | 1:30:34          |                  |
| 11      | Мелани Зегер            | Немачка      | 1:31:00          |                  |
| 12      | Кристина Салтанович     | Литванија    | 1:31:23          | ЛРС              |
| 13      | Јелена Гинко            | Белорусија   | 1:31:36          |                  |
| 14      | Ана Марија Гроза        | Румунија     | 1:31:48          | ЛРС              |
| 15      | Вера Сантос             | Португалија  | 1:32:17          |                  |
| 16      | Maria Teresa Gargallo   | Шпанија      | 1:32:24          |                  |
| 17      | Светлана Толстаја       | Казахстан    | 1:32:40          |                  |
| 18      | Татјана Гудикова        | Русија       | 1:33:05          |                  |
| 19      | Хеована Ируста          | Боливија     | 1:33:19          | ЛРС              |
| 20      | Џејн Севил              | Аустралија   | 1:33:44          |                  |
| 21      | Cheryl Webb             | Аустралија   | 1:33:58          |                  |
| 22      | Јоланта Дукуре          | Летонија     | 1:34:19          | РС               |
| 23      | Sabine Zimmer           | Немачка      | 1:34:24          |                  |
| 24      | Марија Голикова         | Словачка     | 1:34:38          | ЛР               |
| 25      | Gisella Orsini          | Италија      | 1:35:05          |                  |
| 26      | Вера Зозулија           | Украјина     | 1:35:12          |                  |
| 27      | Инес Енрикез            | Португалија  | 1:35:44          |                  |
| 28      | María José Poves        | Шпанија      | 1:36:12          |                  |
| 29      | Mi-jung Kim             | Јужна Кореја | 1:37:01          |                  |
| 30      | Соната Милушаускаите    | Литванија    | 1:37:17          |                  |
| 31      | Mayumi Kawasaki         | Јапан        | 1:37:30          |                  |
| 32      | Моника Свенсон          | Шведска      | 1:38:11          |                  |
| 33      | Марија Грасиела Мендоза | Мексико      | 1:39:56          |                  |
| 34      | Mabel Oncebay           | Перу         | 1:40:46          |                  |
| 35      | Outi Sillanpää          | Финска       | 1:41:03          |                  |
| —       | Олив Локнејн            | Ирска        | Дисквалификована | Дисквалификована |
| —       | Атанасија Цумелка       | Грчка        | Дисквалификована | Дисквалификована |
| —       | Кристина Лопез          | Салвадор     | Дисквалификована | Дисквалификована |
| —       | Ђинг Ђанг               | Кина         | Дисквалификована | Дисквалификована |
| —       | Евелин Нуњез            | Гватемала    | Дисквалификована | Дисквалификована |
| —       | Гулнара Мамадова        | Азербејџан   | Дисквалификована | Дисквалификована |
| —       | Sachiko Konishi         | Јапан        | Није завршила    | Није завршила    |
| —       | Тереза Вејл             | САД          | Није завршила    | Није завршила    |
| —       | Јелена Николајева       | Русија       | Није завршила    | Није завршила    |
| —       | Миријам Рамон           | Еквадор      | Није завршила    | Није завршила    |
| —       | Natalya Misyulya        | Белорусија   | Није завршила    | Није завршила    |
| —       | Ванг Липинг             | Кина         | Није завршила    | Није завршила    |